# Obchodně-provozní plánování
Obchodně-provozní plánování (anglicky sales and operations planning, ve zkratce S&OP) je proces, který sdružuje a využívá všechny plány ve výrobním podniku k tomu, aby poskytl managementu nástroje ke strategickému řízení byznysu. Tento proces plánování probíhá nejméně jednou za měsíc a ve své agregované úrovni (pro rodiny výrobků) je posuzován a schvalován vrcholovým vedením podniku. Bere v úvahu potřeby, dodávky, zásoby i návrhy nových výrobků jak na podrobné, tak na agregované úrovni. Jeho výstupem je závazný středně až dlouhodobý plán, s horizontem dostatečným i k plánování zdrojů, který zajišťuje, aby řízení provozu bylo stále v souladu se strategickými cíli, a poskytuje informace umožňující usilovat o průběžné zlepšování.
V jednodušší podobě lze S&OP definovat jako proces, který podniku umožňuje připravit plán jak efektivně udržet rovnováhu mezi poptávkou a nabídkou. Navíc tento proces zajišťuje, že všechny důležité útvary podniku s tímto plánem souhlasí, a že všichni vidí stejná čísla.
Starší anglický pojem používaný pro tuto činnost, s nímž se ještě lze setkat, byl production planning (výrobní plánování, plánování produkce). V češtině se v podobném významu také používají označení rámcové nebo agregátní plány.

## Úvod
Obchodně-provozní plánování (S&OP) je pravděpodobně tím nejméně chápaným aspektem plánování a řízení výroby. V komerčních ERP systémech je vždy výrobní modul, který obsahuje a využívá hlavní plán výroby (Master production schedule, MPS), ale žádná funkce s názvem S&OP se v jejich výbavě většinou nenajde. Přesto se jedná o důležitou součást řízení podniku a přínosy dobře navrženého a realizovaného S&OP jsou značné. K jeho realizaci postačí a je dokonce nejvýhodnější běžný tabulkový procesor, například Excel.

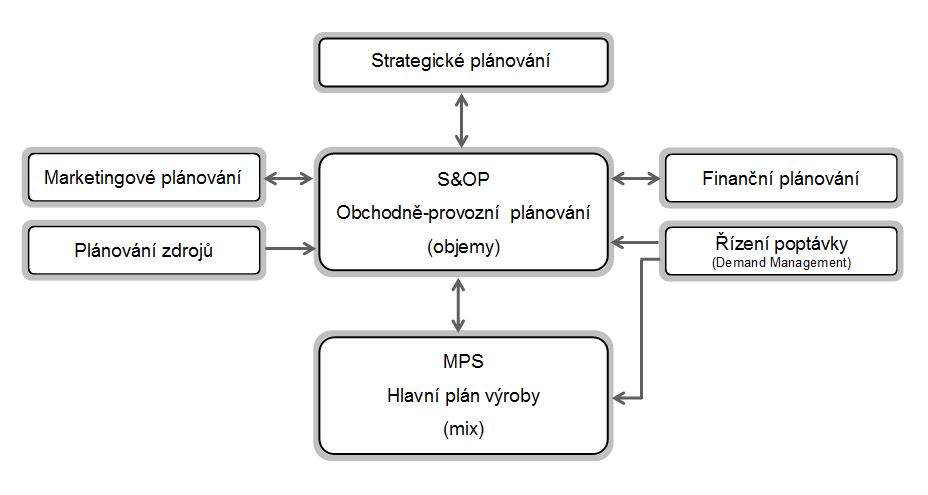
Plánování ve výrobním podniku

S&OP zohledňuje strategické cíle výroby a koordinuje různé plánovací činnosti v podniku - plánování marketingové, finanční, provozní, personální a další. Například marketingové iniciativy související s uvedením nového výrobku na trh je možné koordinovat s navýšením výrobních kapacit a současně lze finanční zdroje naplánovat tak, aby poskytly provozní kapitál na vytvoření zásobovacích kanálů (zásoby na cestě a ve skladech různých úrovní).
Vrcholovému vedení podniku S&OP poskytuje klíčové vazby ke koordinaci různých plánovacích aktivit ve firmě. Tyto vazby ukazuje připojený obrázek. Z pohledu výroby je S&OP základnou, nad kterou se vytváří hlavní plán výroby. V podniku zajišťuje konzistenci každodenního provozu se strategickými plány nejvyšší úrovně.

## Přínosy S&OP
Pro vrcholové vedení je S&OP „ovládací pákou“ byznysu. Poskytuje důležitý náhled na kritické interakce mezi prodejem, marketingem, výrobou a financemi. Chce-li prodej a marketing vyšší zásoby, ale vedení rozhodne, že na takové zásoby podnik nemá dost kapitálu, provozní plán se sestaví podle toho. A jakmile se toto kompromisní rozhodnutí přijme a provozní plán je schválen, stává se základnou pro sledování a řízení výkonnosti výroby se zcela jasným rozdělením zodpovědností.
Úkolem výroby je splnit plán. Když skutečná úroveň zásob nesouhlasí s jejich plánovanou úrovní, není to problém výroby, pokud svůj plán splnila. Je to buď problém prodeje a marketingu (výrobky se neprodávaly podle plánu) nebo problém nastavení výrobkového mixu v procesu řízení poptávky (vyráběly se nesprávné položky).
Když prodej a marketing žádají o větší množství některých výrobků, je potřeba se zeptat „a kterých chcete míň?“ Jiná reakce není možná, protože výroba navíc by narušila schválený provozní plán. Je ovšem možná i opačná situace. Když je provozní plán vyšší než kolik prodej a marketing doopravdy potřebují, musí se rozhodnout, jaké položky mají přijít do zásob. Výroba váže lidi, kapacity a materiál ke splnění podnikových cílů. Otázkou je jen to, jak tyto zdroje co nejlépe proměnit na výrobky.
Lepší integrace mezi různými útvary podniku je jednou z hlavních výhod S&OP. Konzistentní plán dohodnutý na úrovni vedení těchto útvarů je možné převést na detailní plány, které jsou vždy v souladu s tím, jak vrcholové vedení rozhodlo.

## Proces S&OP
Plán S&OP se nesestavuje pro jednotlivé výrobky, ale pro vhodně zvolené výrobkové skupiny (rodiny výrobků, anglicky product families), kterých nesmí být moc. Zkušenosti ukazují, že 6 až 12 výrobkových skupin je asi správný počet, kterým se vrcholové vedení může zabývat. Ke každé skupině patří takové údaje, jako je očekávaný prodej, výroba, výsledné zásoby a nevyřízené zakázky (backlog). Obchodně-provozní plánování probíhá na poradách, které se typicky opakují v měsíčním cyklu zhruba takto:

### týden 1 - Plánování poptávky
Na konci měsíce se připraví nová (aktualizovaná) předpověď, např. na příštích 12 měsíců, kterou projednají a odsouhlasí důležité útvary (prodej, marketing, finance, vývoj). V prvním týdnu se odpovídá na otázku „co plánujeme prodat?“

### týden 2 - Plánování nabídky
Plánovaná poptávka z prvního týdne se pokryje plánem dodávek. Ten se vytváří tak, aby ukázal, jaké zdroje budou zapotřebí, a jestli je to pod nebo nad úrovní kapacit. Útvary, jimž přísluší takové posouzení, mohou být výroba, prodej, logistika a finance. Druhý týden odpovídá na otázku „jak budeme dělat a dodávat to, co plánujeme prodat?“

### týden 3 - Doladění plánů
Ve třetím týdnu se plány prodeje a dodávek zhodnotí z pohledu efektivnosti. Úkolem tohoto týdne je připravit, se souhlasem všech zúčastněných, návrhy na zmírnění neefektivnosti, přetížení zdrojů, nevyužití zdrojů, atd. Zúčastnit se musí všichni, kdo se nějak podíleli na plánování v předchozích dvou týdnech.

### týden 4 - Ředitelská porada S&OP

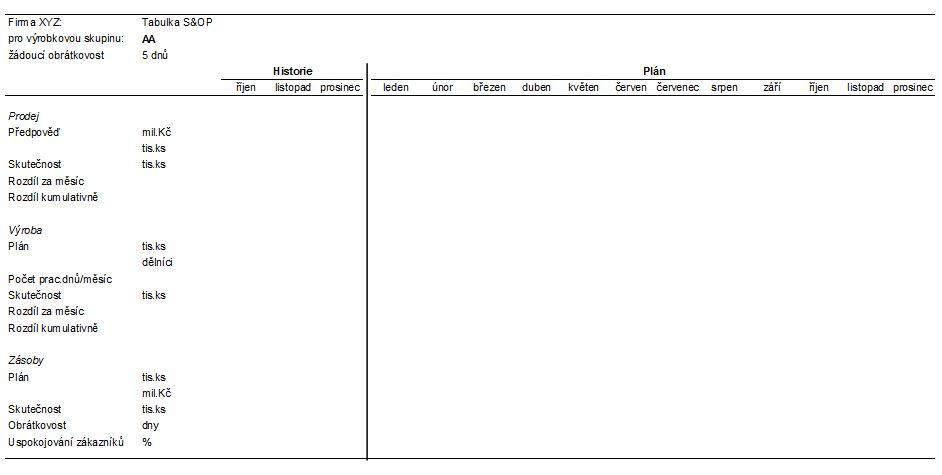
Ukázka možného uspořádání tabulky S&OP pro jednu
výrobkovou skupinu

Vrcholová porada každý měsíc. Podklady z předchozích tří týdnů jsou předloženy manažerskému týmu ke schválení nebo změnám. Součástí jednání je také srovnání skutečnosti a plánu z minulého měsíce (přesnost předpovědí, úroveň zásob, využití kapacit apod.). Zapojení ředitelského týmu nejen legitimizuje plán, ale také vtáhne lidi kompetentní k řešení problémů.
Po čtvrtém týdnu se stejný proces opakuje pro následující měsíc.
Nejobvyklejším způsobem zobrazení informací v S&OP je časové plánování ve formě tabulek. Excelové tabulky se snadno zpracovávají a komunikují. Obrázek vpravo je příkladem toho, jak může list tabulky pro jednu skupinu výrobků vypadat. Je vidět, že je dosti jednoduchý, navíc všechny údaje o skutečnosti a rozdílech vůči plánu se vyplňují jen v části Historie. Odborníci napříč útvary se musí shodnout na tom, jaké výrobkové skupiny se budou plánovat, a kolik jich bude. Pro ně se pak vytvářejí tyto tabulky a je pozoruhodné, že na základě podobných množin čísel pro několik výrobkových skupin je možné efektivně řídit provoz celé firmy.

## Rozšíření S&OP
Kolik českých výrobních podniků využívá takto definované S&OP se nedá zjistit, ale asi jich nebude mnoho. Koncept vznikl v 80. létech minulého století v zahraničí a podle dostupné literatury i tam mnoho manažerů, zejména v malých a středních podnicích, má stále pocit, že je zbytečně složitý, časově náročný a tudíž vhodný hlavně pro velké společnosti, které „na to mají dost lidí“.
I ve firmách, které S&OP nezavedly a nepoužívají, se však vždy pracuje s nějakými typy vyšších, rámcových či agregovaných plánů, stojících nad MPS. Ty se dají považovat za obdobu S&OP, obecně ovšem postrádají jeho ucelené a propracované pojetí. S&OP netvoří jen jednoduché tabulky, ale spíš způsob, jakým k nim vrcholové vedení i všechny podnikové útvary přistupují. Prvním závazkem při používání S&OP je plnit plán ve všech zúčastněných útvarech: výrobě, prodeji, konstrukci, financích, atd. A druhým závazkem je nutnost komunikovat vždy, když se vyskytne něco, co plnění plánu brání. Čím dřív se každý problém vyhodnotí v kontextu ostatních plánů, tím lépe.
Úkolem prodeje a marketingu je prodávat to, co je v plánu prodeje. Je potřeba všem vštípit, že prodávat víc je právě tak špatné, jako prodávat míň. V obou případech dochází k nesrovnalostem ve výstupech z výroby, v požadavcích na finance a v úrovni zásob. Naskytne-li se šance prodat víc, musí se to formálně zpracovat jako změna obchodně-provozního plánu. Při tom je čas na řádné zhodnocení a přípravu změny.
Podobně úkolem výroby je vyrábět přesně podle plánu. Nadvýroba může znamenat, že se spotřebuje moc kapacit a zdrojů. Podvýroba pravděpodobně znamená opak (nedostatek zdrojů) nebo malou výkonnost. Ta může být i důsledkem špatných norem. Oba případy vyžadují nějakou nápravnou akci.
Lidé v podniku musí metodě S&OP dobře rozumět. Plánovací proces má být transparentní, schválené plány veřejně známé. Zásady pro sledování, měření a komunikaci výsledků si každý podnik určí podle svých podmínek. Stabilní provozní plán je také jedním z klíčů k štíhlé výrobě, o niž současné firmy stále častěji usilují.